# Agamen
Agamen (Agamidae) zijn een familie van hagedissen uit de orde schubreptielen (Squamata). De groep werd voor het eerst wetenschappelijk beschreven door John Edward Gray in 1827.
De agamen zijn van de meeste andere soorten hagedissen te onderscheiden doordat ze op hun poten staan, en niet met de buik over de grond slepen, zoals de vertegenwoordigers van veel andere groepen. Van de leguanen zijn ze vaak te onderscheiden door hun dorsaal afgeplatte lichaam, leguanen hebben vaak een zijwaarts afgeplat lijf. 
Agamen hebben een groot verspreidingsgebied binnen Azië, Afrika en Australië, maar ontbreken in Noord- en Zuid-Amerika. Agamen zijn in vergelijking met andere families van hagedissen een zeer gevarieerde groep, waarbij uiteenlopende lichaamsvormen voorkomen. Agamen zijn insecteneters, ze worden meestal niet vegetarisch als ze ouder worden zoals bij de leguanen het geval is.
Agamen behoren tot de leguaanachtigen (Iguania). Ze zijn sterker verwant aan de leguanen dan aan andere hoofdgroepen van hagedissen als de gekko's of de skinkachtigen. Binnen de leguaanachtigen zijn agamen meer verwant aan de kameleons en de anolissen dan aan de 'echte' leguanen.

## Uiterlijke kenmerken
Agamen zijn een zeer diverse groep van hagedissen, er is een grote variatie in lichaamsvorm, lichaamslengte en verschillende andere aanpassingen, zoals keelwammen, nekkammen en stekelrijen. 
Agamen hebben altijd een opgerichte lichaamshouding, in tegenstelling tot bijvoorbeeld de gekko's, die de poten zijwaarts houden. Ze hebben goed ontwikkelde poten, vooral de achterpoten. Soorten met rudimentaire (onderontwikkelde) poten of geheel pootloze soorten of komen niet voor. Agamen hebben meestal een dorsaal (van bovenaf) afgeplat lijf, ze zijn breder dan hoog. Sommige agamen hebben een leguaanachtig uiterlijk met een langgerekt lichaam dat zijdelings is afgeplakt, zoals de loendoek (Calotes cristellatus). Andere soorten hebben juist een sterk gedrongen uiterlijk met een plat lichaam en een korte staart, zoals de paddenkopagamen uit het geslacht Phrynocephalus. Veel soorten zijn bodembewoners die in kieren en spleten vluchten bij gevaar. 
Het gebit is acrodont; de tanden staan op de kaakranden. Dit in tegenstelling tot leguanen die een plaurodont gebit hebben. De schubben zijn relatief groot en vaak zijn ze voorzien van een kiel. Bij de agamen komen stekels op de kop, nek en aan de staart relatief veel voor. De meeste soorten blijven klein, zo'n 10 tot 20 centimeter, voorbeelden zijn de kleinere soorten baardagamen uit het geslacht Pogona. De grootste soort is de soa-soa (Hydrosaurus amboinensis), die tot meer dan een meter lang kan worden. Mannetjes zijn bij veel geslachten spectaculair gekleurd, met name in de paartijd. Hierdoor worden sommige soorten door de plaatselijke bevolking onterecht als giftig gezien en gedood. Daarnaast hebben mannetjes vaak sterker ontwikkelde stekels en kammen op het lichaam in vergelijking met de vrouwtjes.

## Levenswijze

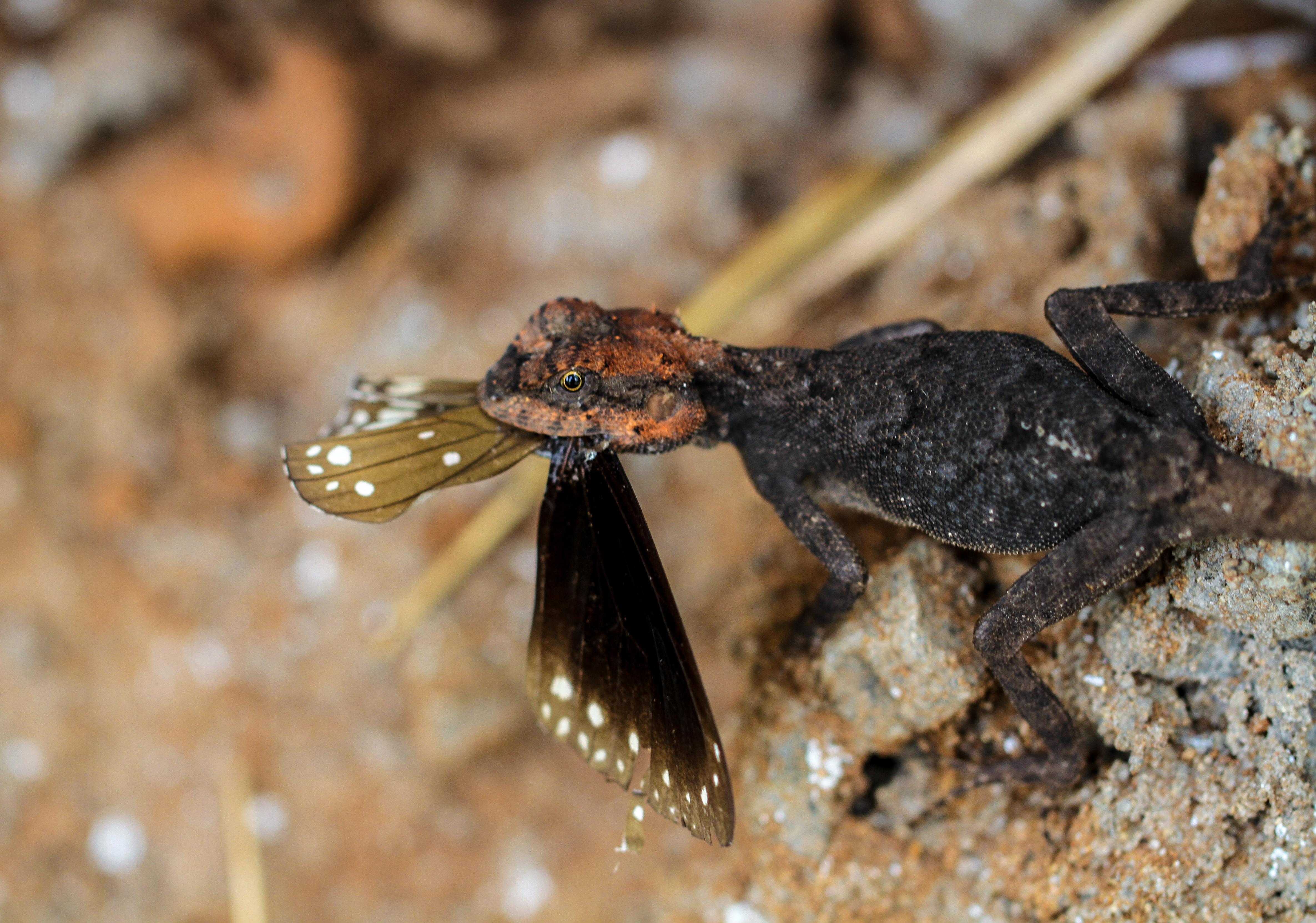
Psammophilus dorsalis met een buitgemaakte vlinder.

Agamen zijn carnivoor eten insecten en andere kleine dieren, eieren van andere dieren zoals hagedissen worden eveneens gegeten. Een aantal soorten eet voor een deel plantendelen zoals bessen maar volledig vegetarisch worden ze in tegenstelling tot een aantal leguanen echter zelden.
Agamen kennen verschillende vormen van communicatie, de bekendste methode is het zwaaien met de poten en het knikken met de kop. Veel soorten kunnen ook hun gemoedstoestand uitdrukken in de lichaamskleur, net als bij kameleons voorkomt. De mannetjes van dergelijke soorten zijn vaak agressief en bewaken hun territorium fel tegen concurrentie. De meeste agamen zijn eierleggend, sommige soorten zijn eierlevendbarend.
De vrouwtjes zetten meestal eieren af die worden begraven in de bodem. 

## Verspreiding en habitat
Agamen hebben een groot verspreidingsgebied, ze leven in delen van de Oude Wereld en daarnaast in Australië. De verschillende soorten komen voor in delen van Azië, Australië, het Midden-Oosten, Afrika en Europa.
Het verspreidingsgebied verschilt enigszins per onderfamilie. Soorten uit de onderfamilie Amphibolurinae komen voor in Australië en Azië terwijl de vertegenwoordigers van de Draconinae uitsluitend in Azië leven. In Europa komen slechts enkele soorten voor, de meest bekende Europese agame is de hardoen (Laudakia stellio). Ook enkele paddenkopagamen zijn in Europa te vinden. In Noord- en Zuid-Amerika komen geen soorten voor, deze continenten zijn het domein van de leguanen.
Agamen komen voor in tropische of subtropische gebieden, enkele soorten hebben zich aangepast aan koelere of juist drogere en hete omstandigheden en leven in steppen en woestijnen. In tegenstelling tot de 'echte leguanen' (Iguanidae) is een betrekkelijk groot deel van de agamen bodembewonend, maar er zijn ook soorten die in bomen leven. Sommige soorten zijn sterk aangepast op het water, zoals de zeilhagedissen, en leven langs de oevers van meren en rivieren.

## Taxonomie en indeling
Er zijn ongeveer 505 verschillende soorten agamen die verdeeld zijn over 62 geslachten en zes onderfamilies. Drie hiervan zijn erg talrijk aan geslachten zijn en drie onderfamilies bevatten slechts enkele geslachten. Achttien geslachten zijn monotypisch en worden vertegenwoordigd door slechts een enkele soort.
Fossielen van agamen zijn bekend uit het late Krijt, voorbeelden zijn Priscagama en Mimeosaurus. Deze dieren leefden in het huidige China en Mongolië. 

### Geslachten
Onderstaand een lijst van geslachten van agamen, zie voor alle soorten de lijst van agamen.
| Geslachtsnaam en auteur                                          | Verspreidingsgebied | Aantal soorten                   | Voorbeeldsoort                   | Afbeelding                       |                                  |
| Onderfamilie Agaminae Spix, 1825                                 | Onderfamilie Agaminae Spix, 1825 | Onderfamilie Agaminae Spix, 1825 | Onderfamilie Agaminae Spix, 1825 | Onderfamilie Agaminae Spix, 1825 | Onderfamilie Agaminae Spix, 1825 |
| ---------------------------------------------------------------- | --- | -------------------------------- | -------------------------------- | -------------------------------- | -------------------------------- |
| Acanthocercus Fitzinger, 1843                                    | Afrika, Midden-Oosten: Angola, Botswana, Congo-Kinshasa, Djibouti, Eritrea, Ethiopië, Jemen, Kenia, Malawi, Mozambique, Namibië, Oeganda, Oman, Saoedi-Arabië, Somalië, Swaziland, Tanzania, Zambia, Zimbabwe, Zuid-Afrika | 13                               | Blauwkeelagame                   |                                  |                                  |
| Agama Daudin, 1802                                               | Afrika; Algerije, Angola, Benin, Botswana, Burkina Faso, Centraal-Afrikaanse Republiek, Congo-Kinshasa, Djibouti, Egypte, Equatoriaal-Guinea, Eritrea, Ethiopië, Gabon, Gambia, Ghana, Guinee-Bissau, Guinee, Ivoorkust, Kaapverdië, Kameroen, Kenia, Liberia, Libië, Malawi, Mali, Marokko, Mauritanië, Mozambique, Namibië, Niger, Nigeria, Oeganda, Rwanda, Senegal, Sierra Leone, Soedan, Somalië, Swaziland, Tanzania, Togo, Tsjaad, Westelijke Sahara, Zambia, Zimbabwe, Zuid-Afrika | 47                               | Agama planiceps                  |                                  |                                  |
| Bufoniceps Sharma, 1978                                          | Azië; India, Pakistan | 1                                | Bufoniceps laungwalaensis        |                                  |                                  |
| Laudakia Gray, 1845                                              | Azië: Afghanistan, China, India, Iran, Nepal, Pakistan | 10                               | Laudakia tuberculata             |                                  |                                  |
| Paralaudakia Baig, Wagner, Ananjeva & Böhme, 2012                | Azië, Midden-Oosten; Afghanistan, Armenië, Azerbeidzjan, China, Georgië, India, Iran, Kirgizië, Mongolië, Nepal, Oezbekistan, Pakistan, Rusland, Tadzjikistan, Turkmenistan, Turkije, mogelijk in Irak | 8                                | Paralaudakia caucasia            |                                  |                                  |
| Phrynocephalus Kaup, 1825                                        | Europa, Azië, Midden-Oosten: Afghanistan, Armenië, Azerbeidzjan, China, Irak, Iran, Jordanië, Kirgizië, Kazachstan, Mongolië, Oezbekistan, Oman, Pakistan, Qatar, Rusland, Saoedi-Arabië, Tadzjikistan, Tibet, Turkmenistan, Turkije, Verenigde Arabische Emiraten | 31                               | Zonaanbidder                     |                                  |                                  |
| Pseudotrapelus Fitzinger, 1843                                   | Afrika, Arabisch Schiereiland; Egypte, Eritrea, Ethiopië, Israël, Jemen, Jordanië, Oman, Saoedi-Arabië, Soedan, Syrië, Verenigde Arabische Emiraten | 6                                | Pseudotrapelus sinaitus          |                                  |                                  |
| Stellagama Linnaeus, 1758                                        | Europa, Afrika, Midden-Oosten; Griekenland, Macedonië, Egypte, Israël, Jordanië, Libanon, Saoedi-Arabië, Turkije | 1                                | Hardoen                          |                                  |                                  |
| Trapelus Cuvier, 1817                                            | Afrika, Arabisch Schiereiland, westelijk Azië; Afghanistan, Algerije, Azerbeidzjan, China, Egypte (land), India, Irak, Iran, Israël, Jordanië, Kazachstan, Kirgizië, Libië, Mali, Marokko, Mauritanië, Oezbekistan, Oman, Pakistan, Saoedi-Arabië, Soedan, Syrië, Qatar, Rusland, Tadzjikistan, Tsjaad, Tunesië, Turkmenistan, Verenigde Arabische Emiraten, Westelijke Sahara | 13                               | Trapelus mutabilis               |                                  |                                  |
| Xenagama Boulenger, 1895                                         | Afrika; Somalië, Ethiopië | 4                                | Xenagama taylori                 |                                  |                                  |
| Onderfamilie Amphibolurinae Wagler, 1830                         | |                                  |                                  |                                  |                                  |
| Amphibolurus Wagler, 1830                                        | Australië; New South Wales, Queensland, Victoria, West-Australië, Zuid-Australië | 4                                | Amphibolurus muricatus           |                                  |                                  |
| Chelosania Gray, 1845                                            | Australië; Noordelijk Territorium, Queensland, West-Australië | 1                                | Chelosania brunnea               | -                                |                                  |
| Chlamydosaurus Gray, 1825                                        | Australië, Nieuw-Guinea | 1                                | Kraaghagedis                     |                                  |                                  |
| Ctenophorus Fitzinger, 1843                                      | Australië; New South Wales, Noordelijk Territorium, Queensland, Victoria, West-Australië, Zuid-Australië | 33                               | Ctenophorus fordi                |                                  |                                  |
| Diporiphora Gray, 1842                                           | Australië, Azië; Nieuw-Guinea | 22                               | Diporiphora bilineata            |                                  |                                  |
| Gowidon Boulenger, 1883                                          | Australië (Noordelijk Territorium, Queensland, West-Australië, Zuid-Australië) | 1                                | Gowidon longirostris             | -                                |                                  |
| Hypsilurus Peters, 1867                                          | Azië; Indonesië, Nieuw-Guinea, Papoea-Nieuw-Guinea, Australië | 17                               | Hypsilurus nigrigularis          | -                                |                                  |
| Intellagama Gray, 1831                                           | Australië (New South Wales, Queensland, Victoria) | 1                                | Lesueurs wateragame              |                                  |                                  |
| Lophognathus Gray, 1842                                          | Australië, Azië; Indonesië | 3                                | Lophognathus gilberti            |                                  |                                  |
| Lophosaurus Fitzinger, 1843                                      | Australië, Azië; Indonesië | 3                                | Boyd's hoekkopagame              |                                  |                                  |
| Moloch Gray, 1841                                                | Australië | 1                                | Bergduivel                       |                                  |                                  |
| Physignathus Cuvier, 1829                                        | Azië; China, Vietnam, Cambodja | 1                                | Indochinese wateragame           |                                  |                                  |
| Pogona Ahl, 1926                                                 | Australië | 7                                | Dwergbaardagame                  |                                  |                                  |
| Rankinia Gray, 1841                                              | Australië | 1                                | Rankinia diemensis               |                                  |                                  |
| Tropicagama Günther, 1867                                        | Australië, Azië; Indonesië, Nieuw-Guinea | 1                                | Tropicagama temporalis           |                                  |                                  |
| Tympanocryptis Peters, 1863                                      | Australië | 15                               | Tympanocryptis pinguicolla       |                                  |                                  |
| Onderfamilie Draconinae Fitzinger, 1826                          | |                                  |                                  |                                  |                                  |
| Acanthosaura Gray, 1831                                          | Azië; Cambodja, China, Indonesië, Laos, Maleisië, Myanmar, Thailand, Vietnam | 12                               | Bergstekelnekagame               |                                  |                                  |
| Aphaniotis Peters, 1864                                          | Azië; Indonesië, Maleisië, Singapore, Thailand | 3                                | Aphaniotis ornata                |                                  |                                  |
| Bronchocela Kaup, 1827                                           | Azië; Cambodja, China, Filipijnen, India, Indonesië, Maleisië, Myanmar, Singapore, Nieuw-Guinea, Thailand | 13                               | Bronchocela cristatella          |                                  |                                  |
| Calotes Cuvier, 1817                                             | Azië, Midden-Oosten; Afghanistan, Bangladesh, Bhutan, Cambodja, China, India, Indonesië, Iran, Laos, Maleisië, Myanmar, Nepal, Pakistan, Sri Lanka, Thailand, Vietnam | 23                               | Calotes mystaceus                |                                  |                                  |
| Ceratophora Gray, 1834                                           | Azië; Sri Lanka | 5                                | Ceratophora stoddartii           |                                  |                                  |
| Complicitus Hidetoshi Ota & Hikida, 1991                         | Azië; Maleisië | 1                                | Complicitus nigrigularis         | -                                |                                  |
| Cophotis Peters, 1861                                            | Azië; Sri Lanka | 2                                | Ceylonese dove agame             | -                                |                                  |
| Coryphophylax Fitzinger, 1861                                    | Azië; India | 2                                | Coryphophylax brevicaudus        | -                                |                                  |
| Cristidorsa Fitzinger, 1861                                      | Azië; India, Myanmar | 2                                | Cristidorsa otoi                 |                                  |                                  |
| Dendragama Doria, 1888                                           | Azië; Indonesië | 3                                | Dendragama australis             | -                                |                                  |
| Diploderma Hallowell, 1861                                       | Azië, China, Japan, Myanmar, Taiwan, Tibet, Thailand, Vietnam | 25                               | Diploderma swinhonis             |                                  |                                  |
| Draco Linnaeus, 1758                                             | Azië, Bangladesh, Cambodja, China, Filipijnen, India, Laos, Indonesië, Maleisië, Myanmar, Oost-Timor, Singapore, Thailand, Vietnam | 40                               | Draco dussumieri                 |                                  |                                  |
| Gonocephalus Kaup, 1825                                          | Azië; Filipijnen, Indonesië, Maleisië, Thailand, Vietnam | 16                               | Gonocephalus bornensis           |                                  |                                  |
| Harpesaurus Boulenger, 1885                                      | Azië; Indonesië, Maleisië | 5                                | Harpesaurus modiglianii          | -                                |                                  |
| Hypsicalotes Grijs, 1937                                         | Azië; Indonesië, Maleisië | 1                                | Hypsicalotes kinabaluensis       |                                  |                                  |
| Japalura Gray, 1853                                              | Azië; Bhutan, China, India, Myanmar, Nepal, Pakistan | 7                                | Japalura major                   |                                  |                                  |
| Lophocalotes Günther, 1872                                       | Azië; Indonesië | 2                                | Lophocalotes ludekingi           |                                  |                                  |
| Lyriocephalus Merrem, 1820                                       | Azië; Sri Lanka | 1                                | Lierkopagame                     |                                  |                                  |
| Malayodracon Boulenger1908                                       | Azië; Maleisië | 1                                | Malayodracon robinsonii          | -                                |                                  |
| Mantheyus Manthey & Nabhitabhata, 1991                           | Azië; Laos, Thailand | 1                                | Mantheyus phuwuanensis           |                                  |                                  |
| Microauris Krishnan, 2008                                        | Azië; India | 1                                | Microauris aurantolabium         | -                                |                                  |
| Monilesaurus Pal, Vijayakumar, Shanker, Jayarajan & Deepak, 2018 | Azië; India | 4                                | Monilesaurus ellioti             |                                  |                                  |
| Oriocalotes Smith, 1935                                          | Azië; China, India | 1                                | Oriocalotes paulus               |                                  |                                  |
| Otocryptis Wagler, 1830                                          | Azië; India, Sri Lanka | 3                                | Otocryptis nigristimata.jpg      |                                  |                                  |
| Phoxophrys Hubrecht, 1881                                        | Azië; Indonesië, Maleisië | 5                                | Phoxophrys borneensis            | -                                |                                  |
| Psammophilus Fitzinger, 1843                                     | Azië; India | 2                                | Psammophilus dorsalis            |                                  |                                  |
| Pseudocalotes Fitzinger, 1843                                    | Azië; Cambodja, China, India, Indonesië, Laos, Maleisië, Myanmar, Thailand, Vietnam | 23                               | Pseudocalotes floweri            |                                  |                                  |
| Pseudocophotis Manthey & Grossmann, 1997                         | Azië; Indonesië, Vietnam | 2                                | Pseudocophotis sumatrana         | -                                |                                  |
| Ptyctolaemus Peters, 1865                                        | Azië; Bangladesh, China, India, Myanmar | 2                                | Ptyctolaemus gularis             | -                                |                                  |
| Salea Gray, 1845                                                 | Azië, India | 3                                | Salea horsfieldii                |                                  |                                  |
| Sarada Deepak, Giri & Karanth, 2016                              | Azië, India | 3                                | Sarada superba                   |                                  |                                  |
| Sitana Cuvier, 1829                                              | Azië; India, Nepal, Sri Lanka | 13                               | Sitana attenboroughii            |                                  |                                  |
| Thaumatorhynchus Parker, 1924                                    | Azië; Indonesië | 1                                | Thaumatorhynchus brooksi         | -                                |                                  |
| Onderfamilie Hydrosaurinae Kaup, 1828                            | |                                  |                                  |                                  |                                  |
| Hydrosaurus Kaup, 1828                                           | Azië; Filipijnen, Indonesië, Nieuw-Guinea | 3                                | Filipijnse waterleguaan          |                                  |                                  |
| Onderfamilie Leiolepidinae Fitzinger, 1843                       | |                                  |                                  |                                  |                                  |
| Leiolepis Cuvier, 1829                                           | Azië; China, Cambodja, Indonesië, Laos, Maleisië, Myanmar, Thailand, Vietnam | 9                                | Vlinderagame                     |                                  |                                  |
| Onderfamilie Uromastycinae Theobald, 1868                        | |                                  |                                  |                                  |                                  |
| Saara Gray, 1845                                                 | Azië, Midden-Oosten; Afghanistan, India, Iran, Irak, Pakistan | 3                                | Indische doornstaartagame        |                                  |                                  |
| Uromastyx Merrem, 1820                                           | Afrika, Arabisch Schiereiland, Midden-Oosten, Azië; Algerije, Djibouti, Egypte, Eritrea, Ethiopië, Irak, Iran, Israël, Jemen, Jordanië, Libië, Mali, Mauritanië, Niger, Oman, Saoedi-Arabië, Soedan, Somalië, Syrië, Tsjaad en Westelijke Sahara | 15                               | Afrikaanse doornstaartagame      |                                  |                                  |